# Église Saint-Laurent de Michery
L'église de Michery est une église située à Michery, en France.

## Localisation
L'église est située dans le département français de l'Yonne, sur la commune de Michery.

## Historique
L'édifice est classé au titre des monuments historiques en 1907.